# Chicha morada
Ne doit pas être confondu avec chicha (boisson).
La chicha morada est une boisson non alcoolisée fabriquée à base de maïs violet, l'une  des diverses variétés de maïs péruviens.
Boisson familiale par excellence, bon marché, elle est très demandée aux tables de restaurant. Suivant la saison ou la température, elle est bue chaude ou bien très fraîche (éventuellement avec des glaçons ou du jus de citron pressé).

## Recette
Pour la préparer, on recouvre largement d'eau 3 ou 4 épis de maïs violet et on fait bouillir pendant 1 à 2 heures avec de la cannelle et des clous de girofle pour que les grains ramollissent. Dans certaines recettes, on propose d'ajouter également des pelures d'ananas, des pommes coupées en morceaux ou parfois aussi des coings. Après la décoction, on recueille le liquide (devenu violet foncé) à l'aide d'une passoire ; les grains sont donnés aux animaux s'il y en a (ou parfois réutilisés pour une seconde préparation qui sera moins concentrée).
On laisse refroidir et on ajoute du sucre de canne, plus ou moins selon les goûts et un filet de jus de citron qui intensifie la couleur pourpre et permet une protonation de l'anthocyanine.
À partir des ingrédients de la chicha morada peut être préparée la mazamorra morada, un dessert très apprécié au Pérou.